# Heinrich Lomer
Der Rauchwarenkaufmann Johann Heinrich Lomer (* 18. März 1812 in Lübeck; † 29. August 1875 in Leipzig) gründete im Jahr 1835 in Breslau unter der Firma Heinrich Lomer eine Pelzgroßhandlung, die er 1844 nach Leipzig verlegte und bedeutend ausbauen konnte. Sie bestand bis zur Insolvenz im Jahr 1930, der Zeit eines großen Umsatzeinbruchs der Branche während der Weltwirtschaftskrise. Mit dem Buch „Der Rauchwaaren-Handel“ schuf Lomer das erste umfassende Werk über den Weltpelzhandel.

## Firmengeschichte

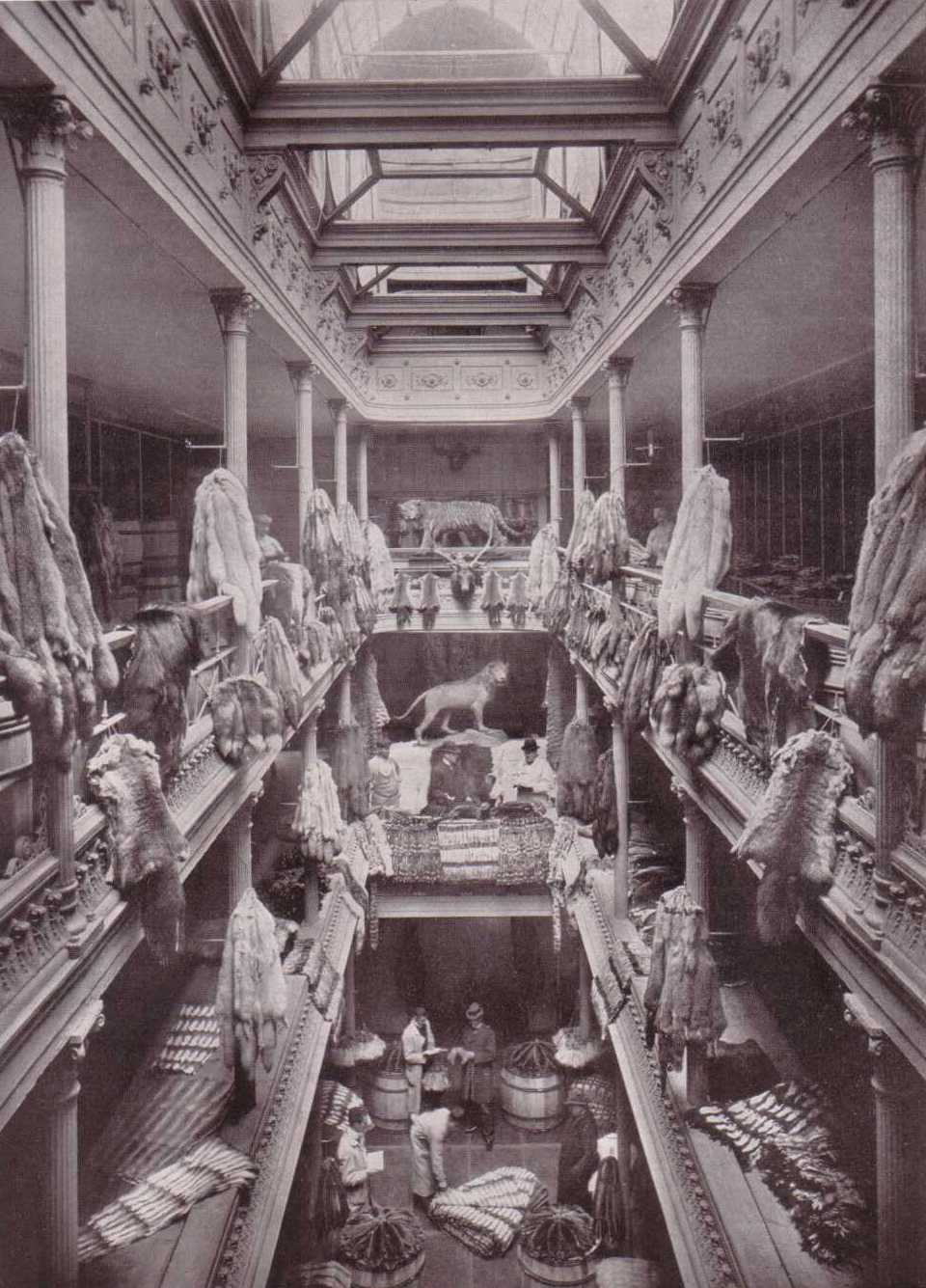
Das Innere der Pelzniederlage

Heinrich Lomer war ein Sohn des Lübecker Buntfutterers Gerhard Diedrich Lomer (1778–1846), der dort in der Breiten Straße ein „Lager von amerikanischen und russischen Pelzwaren“ unterhielt.
Die Firma Heinrich Lomer galt zeitweilig als das älteste Leipziger Großhandelsunternehmen der Pelzbranche. Während Leipzig aufgrund seiner zentralen Lage bereits im Mittelalter als Markt- und Umschlagplatz für diverse Waren eine große Bedeutung hatte, war dies Anfang des 19. Jahrhunderts für den einstmals ebenfalls erheblichen Fellhandel nahezu völlig verloren gegangen. Nach Beendigung der von Napoleon verhängten Kontinentalsperre im Jahr 1815 bestanden nur noch zwei alteingesessene Rauchwarenfirmen. Innerhalb von nur zehn Jahren normalisierte sich die Lage weitgehend und die Leipziger Rauchwarenfirmen gewannen den Anschluss an den Welthandel zurück. Das Unternehmen Lomer hatte wie auch andere, jetzt neu entstandene Pelzfirmen, Erfolg, nicht zuletzt wegen der Gewerbefreiheit, die in den 1860er Jahren eingeführt wurde. Leipzig mit seinen Firmen rund um den Brühl stieg in den folgenden Jahrzehnten zur führenden europäischen Pelzstadt auf, besonders auch wegen seiner Qualität in der Pelzzurichtung und Pelzveredlung. Als sich um 1900 mit der Industrialisierung, der Einführung der Pelznähmaschine und einer Mode, bei der die Pelze mit dem Haar nach außen getragen wurde, die Nachfrage nach Fellen sehr schnell erhöhte, gehörte das nun etablierte und kapitalkräftige Unternehmen Lomer mit zu den Firmen, die von diesem Aufschwung außerordentlich profitierten.
Bereits 1862 schreibt ein Autor für die Familienzeitschrift Die Gartenlaube beeindruckt, obwohl er das Äußere des Firmengebäudes, das sich inmitten anderer, ebenfalls aufwändig gestalteter Hausfassaden befand, als „unscheinbar“ empfand:

„Dieses gesammte, sich immer erneuernde Lager ist Eigenthum des Herrn Lomer, welcher in dem Leipziger Pelzgeschäft, dessen Haupttheil nur in drei oder vier Händen ruht, eine hervorragende Stelle einnimmt. Und der Leipziger Gesammtumsatz in Rauchwaaren beträgt jährlich über sechs Millionen Thaler.
Wie der Fremde, welcher die engen Straßen des innern Leipzigs außer der Meßzeit durchwandert, sich selten eine Vorstellung bilden mag, welche Reichthümer einzelne dieser düstern, spitzgiebligen Häuser bergen, so mag er auch von einem unscheinbaren Gebäude im Brühl, das die einfache Firma „Heinrich Lomer“ trägt, stehen, ohne eine Ahnung von den Schätzen zu haben, die sich darin dem kundigen Auge aufthun und selbst Königinnen ein rascheres Herzklopfen entlocken können. Er steht vor einer der bedeutendsten derjenigen wenigen Großhandlungen Leipzigs, welche in sich den Haupt-Centralpunkt des gesammten Pelzhandels der Welt vereinigen, und wem es vergönnt ist, unter der Leitung des freundlichen Besitzers einen Blick durch ihre Räume zu werfen, dem eröffnen sich Vorstellungen, an die er, trotz aller Achtung für Leipzigs allgemeinen Handel, früher kaum geglaubt haben würde.
Treten wir einmal in das riesige, vier Etagen hohe Lagerhaus, das sein gesamtes Licht durch das Dach empfängt, und machen einen Rundgang, der uns am schnellsten eine Idee von der Großartigkeit des Etablissements geben wird. Ob auch die verwertbaren Pelzarten aller Erdstriche sich hier in großen oder kleinen Vorräthen vereinigt finden, so herrscht doch überall eine solche systhematische Ordnung und Uebersichtlichkeit, daß wir in unseren Betrachtungen kaum irren können.
Außer dem hiesigen Geschäft mit seiner Menge Zubereitungen und zerstreuten Arbeitern besitzt der Genannte noch eine Commandite und Zurichtungsanstalt in London; seine Bezüge an Fellen erfolgen entweder direct aus den Vereinigten Staaten und Rußland, oder durch die Hudsonbay-Compagnie in Britisch-Amerika, welche von der englischen Regierung das Monopol für den gesammten dortigen Pelzhandel erhalten hatte. Für den hohen Aufschwang der hiesigen Pelzbereitung aber mag es sprechen, daß Amerika und Rußland, welche die Hauptmasse des Rohmaterials hierher liefern, es im bearbeiteten Zustande wieder von hier beziehen.“

Der Autor der Gartenlaube beschreibt die großen Mengen der vorhandenen Fellarten von Mardern, Iltissen, Fischottern, Dachsen, holländischen Katzen-, Schwanen- und Gänsepelzen und französischen Kaninchenfellen, Astrachanfellen, sowie „gewaltige Fässer“ mit ungefähr 100.000 Rotfuchsfellen. Allein von den einheimischen Tieren kämen in Leipzig jährlich für mehr als zwei Millionen Taler Felle in den Handel.

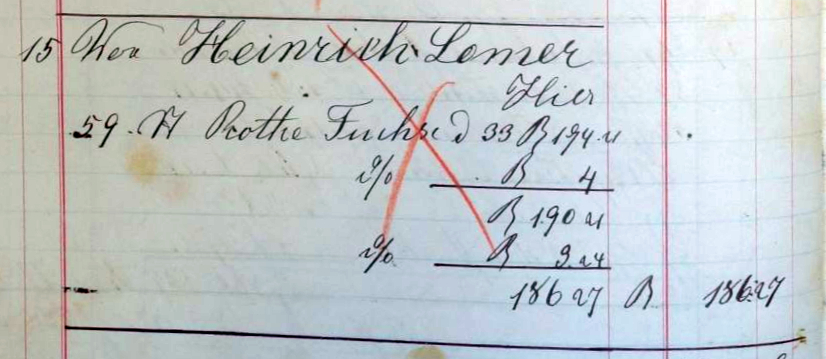
Einkauf von 59 Rotfuchsfellen. Aus dem Kauf-Buch von Naoum Dedo, Leipzig 1874

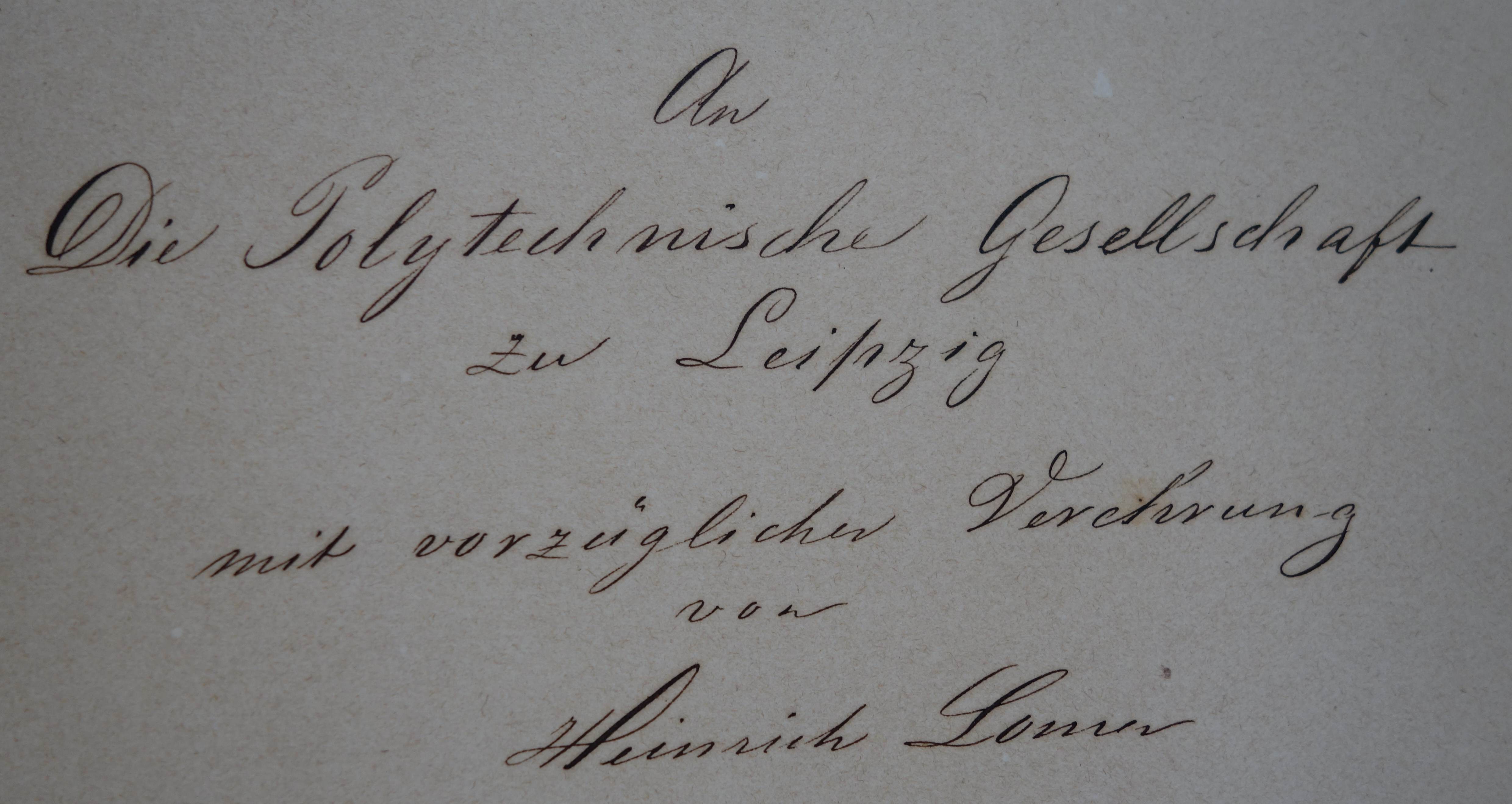
Handschriftliche Widmung Lomers an die Polytechnische Gesellschaft zu Leipzig

Aus Russland kamen die kostbaren Zobel, für „nur die Kleinigkeit von 100 Thalern das Stück; daneben schneeweiße Hermeline roh und bereits bearbeitet“ und etwa 1 ½ Millionen Felle des grauen sibirischen Eichhörnchens. Erwähnt wird, dass in Weißenfels und Naumburg eine eigene Industrie bestand, in der Bürgersfrauen in Heimarbeit die Fehfelle zu Pelzhalbfabrikaten zusammennähten. Über Etablissements wie das von Heinrich Lomer wurden die Felltafeln dann an die Pelzfabrikanten weltweit weiterverkauft.
Für ihre Qualitätsarbeit waren auch die Pelzzurichtereien um Leipzig weltweit geschätzt. Die Felle von Angora-Ziegen kamen nur nach Leipzig, um hier zugerichtet zu werden und von Handelshäusern nach Russland zurück exportiert zu werden. So auch die Astrachan- und Persianerfelle, für die die Werke in Markranstädt als Gerber, aber auch besonders für das Schwarzfärben einen besonderen Ruf hatten. Sie gingen über Leipzig besonders nach Ungarn für „Männer der National-Partei“ und nach Paris.
Weitere im Artikel genannte, bei Lomer auf Kunden wartende Artikel waren etwa 100.000 Biberfelle und 400.000 Bisamfelle aus Nordamerika, deren Wollhaare in den ersten Jahren des Bestehens der Firma noch zu Filzen für die Hutproduktion verwendet, nun aber mit ausgerupftem Grannenhaar vor allem zu Herrenkragen verarbeitet wurden. Außerdem waren da Wolfshäute aller Farben, Waschbären, schwarze und graue Bären, Eisbären, Vielfraße und Skunkse. Füchse gab es in großer Vielfalt, weiße, blaue und Kreuzfüchse; Silberfüchse zu 125 Taler das Stück, und damals „die Sehnsucht jeder echten Modedame: schwarzer Fuchs bis zu 250 Thalern das Fell“. Mit der ersten Sealjacke aus schwarzgefärbten Pelzrobbenfellen, denen außerdem das Oberhaar entfernt worden war, begann die moderne Pelzmode, bei der das Fell nicht nur in der Verbrämung und als Kragen mit dem Haar nach außen getragen wurde. Der Seeotter war noch nicht geschützt, hiervon gab es nur wenige Exemplare für 300 bis 350 Taler das Stück. Diese Felle wurden vor allem als Kragen auf Herrengehpelze gearbeitet, der ungeheuer hohe Preis hätte ohne die Schutzmaßnahmen wahrscheinlich zu einem Aussterben der großen Ottern geführt. Auch gab es Chinchilla aus Chile, der Spezialist hierfür war jedoch die ebenfalls am Leipziger Brühl ansässige Firma Richard Gloeck. Daneben wurde jedoch auch Billigware wie Lamm- oder Ziegenfelle in großen Ballen oder Stapelware in Fässern gehandelt.
Immer wieder wurde versucht, meist wenig erfolgreich, die für Europa in London stattfindenden Rauchwarenversteigerungen auch in Leipzig einzuführen. Etwa 1878 begründeten die Firmen Heinrich Lomer und G. Gaudig & Blum gemeinsam das Auktionshaus Lomer, Dodel & Co. Auch deren Auktionen wurden nach kurzer Zeit wieder eingestellt.
Im Oktober 1865 traten Heinrich Lomers Söhne Emil und Gustav in die Leitung des Unternehmens ein und führten es nach dem Tod des Seniors 1875 weiter. Im Februar 1893 ging das Unternehmen an Gilbert Lomer und Karl Lentsch. Lentsch war schon seit 1875 hier tätig. Von „Vater Lentsch“ ist überliefert, dass er
„in London bei der Rohwarenbesichtigung stetig und belehrend der mitgenommenen neuen Lehrlinge vom Brühl, gleich von welcher Firma, annahm, hat einmal gesagt: »Rauchwaren, ob roh oder zugerichtet, zu verstehen, muß angeboren sein, die Kenntnisse hierin können durch praktische Lehre nur verbessert und vertieft werden.«“
Am 1. Februar 1904 wurde Moritz Becker Teilhaber. Nach Gilbert Lomers Tod waren Karl Lentsch und Moritz Becker die Inhaber des Unternehmens.
In einigen für den Pelzhandel wichtigen westlichen Weltstädten unterhielt die Firma Handelsvertretungen mit eigenen Lagern. Im Jahr 1913 waren dies Berlin, Brüssel, London, Mailand, Paris und New York. Für den Vertrieb der kleinen Lammfellsorten Astrachan, Breitschwanz und Persianer war die Tochterfirma Lomer & Co. zuständig, die im selben Geschäftshaus auf dem Brühl residierte.
Der Engros-Handel war das eigentliche Kerngeschäft des Unternehmens, trotzdem unterhielt die Firma Lomer im Vordergebäude ein Detailgeschäft, wie es bei vielen Großhändlern gängige Praxis war, aber erheblichen Unmut bei der Kürschnerkundschaft erregte, insbesondere beim Leipziger Pelzeinzelhandel. Im Jahr 1914 verpflichtete sich die Firma deshalb gegenüber ihren Kürschnerkunden, gemeinsam mit anderen Rauchwarenhändlern, zumindest keine Felle an Privatkunden zu verkaufen.
Das Krisenjahr 1930 brachte die größte Anzahl an Insolvenzen, die man in der Pelzbranche je erlebte. Trotzdem war die Überraschung groß, dass davon die große und älteste Firma am Brühl mitbetroffen war: Im März 1930 hat „die Rauchwarenhandlung Heinrich Lomer, Leipzig, Brühl 42, mit etwa 2 bis 2 ½ Millionen Mark Verbindlichkeiten die Zahlungen eingestellt“. „Der Gläubigerausschuss setzte sich zusammen aus den Leipziger Firmen: Einschlag (J. Ariowitsch), Dr. Nauen (Theodor Thorer), Hirsch Goldberg, Dr. Rentsch und Silberkweit (Ch. Eitingon A. G.)“ „Auf der Gläubigerversammlung wurden Verbindlichkeiten von 1.524.000 RM. und Vermögenswerte von 816.900 RM. festgestellt, die allerdings nur schwer zu realisieren sein dürften. Die Gläubiger befürworteten einen Liquidationsvergleich, nach dem 35 % voll ausgezahlt und ein etwaiger Rest in Höhe von 60 % den Gläubigern und 40 % den Schuldnern zufallen sollen.“

## Das Pelzkontorhaus, genannt die „Pelzkirche“

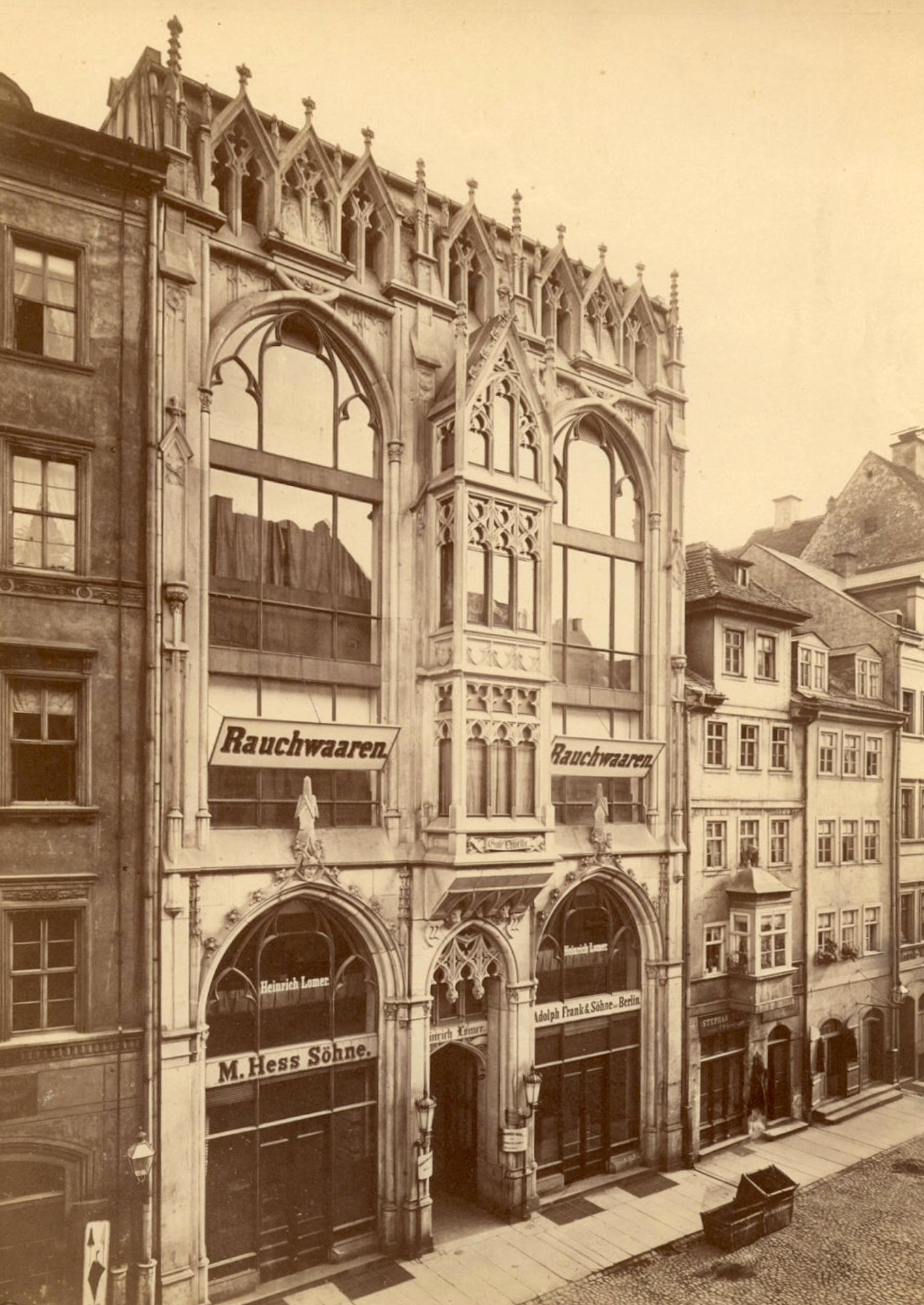
Das Pelzkontorhaus Heinrich Lomer (1870)

Ein viel beachtetes Gebäude war das Geschäftshaus der Firma Lomer, Brühl Nr. 42, von den Leipzigern wegen des sakralen Aussehens „Pelzkirche“ oder sogar „Pelzkathedrale“ genannt. Es handelte sich um einen modernen Geschäftshausbau, auch die historisierende Fassade passte zum Stil der Zeit.
Bevor Heinrich Lomer 1857 im Hof vom Brühl 42 sein Lagerhaus errichten ließ, war das Grundstück mit einer ganzen Anzahl kleiner, verschachtelter Häuser bebaut, die teils im ersten und zweiten Stock als Niederlage für Kaufleute dienten. Um 1800 gehörte das Anwesen bereits einem Mitglied der Pelzbranche, einem Kürschnermeister namens Mehlgart. In einem Hintergebäude des Komplexes befand sich die schon im 16. Jahrhundert erwähnte Gaststube „Zum weißen Roß“.
Über einer langgestreckten, von Nebengebäuden umschlossenen Parzelle waren auf jeweils rechtwinkligen Grundflächen zwei Gebäude errichtet worden, die durch einen kleinen Hof und dem Aufgang des Hinterbaus voneinander getrennt waren. Die Etagen des Vorderhauses, das auch über Keller und Dachgeschoss verfügten, wurden durch ein Treppenhaus auf der Rückseite erschlossen. Ein mittig gelegener, offener Eingang führte von der Straße zunächst in eine Rotunde, die über Deckenöffnungen mit Tageslicht erhellt und im Dach verglast war. Von dort bestand der Zugang zu den angrenzenden Räumen des Erdgeschosses, zum Hof und zum rückseitigen Treppenhaus. Eine zweiarmige Treppe in der Gebäudemittelachse leitete den Geschäftsverkehr in die oberen Etagen, eine weitere gekrümmte Nebentreppe an der östlichen Seitenwand diente dem Personal und reichte bis unters Dach. Im Erdgeschoss waren zwei Läden und technische Räume untergebracht, die Obergeschosse wurden als Rauchwarenlager und Arbeitsräume verwendet. Damit das Licht ungehindert über die Rotunde und die großen Fenster in die Räume gelangen konnte, wurde auf Trennwände in den Etagen verzichtet. Die Geschossdecken wurden von den Seitenmauern und von Eisenstützen getragen. Die dreiachsige Straßenfassade wurde markant im Stil der Neogotik gestaltet. Die schmale Mittelachse verband Eingangsportal, Erker und den fialgeschmückten Fenstergiebel im Dach miteinander. Der dreigeschossige Erker war mit Drillingsfenstern und gotischer Ornamentik versehen und wurde von einem Fensterwimperg und von Fialen bedacht. Die vier ungewöhnlich großen, spitzbogigen Fenster der Seitenachsen beherrschten die Erscheinung des Baus. Sie waren dreibahnig geteilt und horizontal im Bereich der Decken durch Träger unterbrochen. Die beiden unteren Fenster fassen das Erdgeschoss und das Mezzanin zu einer Ladenzone zusammen, während die oberen Fenster adäquat zum Erker die restlichen drei Obergeschosse zur Lager- und Geschäftszone vereinigten. Das niedrige, siebenachsige Dachgeschoss wurde mit einer Reihe dreieckiger Fenster- und Blendgiebel als Wohnbereich abgesetzt. Die Wandflächen der Fassade wurden weitgehend auf ihre Stützen reduziert. Bündelpfeiler, Maßwerk in den Bogenfeldern und gotischer Bauschmuck belebten das Aussehen der Schauseite.
Das fünfgeschossige Hintergebäude mit Keller- und Dachgeschoss wurde über einen langgezogenen Lichthof mit tonnenförmigem Glas-Eisen-Dach bis ins Erdgeschoss beleuchtet. Gusseiserne korinthische Säulenreihen entlang der Galerien trugen die Decken. Die Lasten wurden im Keller von einem Raster aus kräftigen Metallsäulen mit Unterzügen aufgenommen. Die schmale einachsige Hoffassade bestand bis ins dritte Obergeschoss aus zwei gekuppelten Rundbogenfenstern, die durch einen darüber liegenden Bogen zusammengefasst wurden. Sie gliederte sich in einen gequaderten Erdgeschosssockel, der die beiden rundbogigen Portale aufnahm und mit einem ornamentierten Gesims abschloss, in eine Mittelzone, die durch zwei Fensterbankgesimse eingeteilt war und einer Dachzone, die durch ein Kranzgesims einleitet wurde. Wandpfeiler rahmten die Fenster der Obergeschosse ein. Das niedrige Dachgeschoss verfügte über drei kleine, eng zusammengestellte Rundbogenfenster.
Die Hoffläche wurde durch den Neubau von 1857 weiter verkleinert. Auf einen Durchgang zum dahinterliegenden Nachbargrundstück wurde verzichtet. Ausstellungs- und Sortierräume des Rauchwarenhandels brauchten ein Maximum an Tageslicht, damit die Pelzqualität sicher beurteilt werden konnte. Um das Beleuchtungsproblem zu lösen, schnitt man einen lang gestreckten Lichthof in die Mittelachse des Gebäudes. Dieser wurde mit einer tonnenförmigen Glas-Eisen-Konstruktion überdacht. Alle fünf Etagen, das Kellergewölbe und das Dachgeschoss wurden als Lager- und Verkaufsraum genutzt. Auf der zeitgenössischen Ansicht seines Warenlagers sind in großen und kleinen Bündeln Edelpelze zu erkennen. Prunkvoll schmückte man die Brüstung der Galerien mit wertvollen Zobeln, Füchsen oder Nerzen. Die Ware wurde durch einen Aufzug im Hof in die oberen Räume befördert. Das Expeditionsbüro, in dem die Felle aus- und eingepackt wurden befand sich im ersten Stock. Ebenso war dort ein Ladenlokal untergebracht, wo auswärtige Zwischenhändler, Konfektionäre, sicher aber auch hiesige Kürschner empfangen wurden, die hier direkt und kostengünstig einkauften. In diesem Laden wurde fertige Pelzbekleidung direkt an den Endverbraucher verkauft. Im Jahr 1857, als die neue Niederlage im Hof entstand, vergrößerte Lomer sein Geschäft und ließ den gestiegenen Anforderungen des Verkehrs entsprechend, die Durchfahrt in den Hof erweitern. Bald genügte das Straßengebäude nicht mehr den Vorstellungen der Handelsherren und so wurde es 1866 abgebrochen und ein Jahr später durch einen großzügigen, den Anforderungen moderner Geschäftshäuser entsprechenden Neubau ersetzt. Dabei gewann man wiederum Geschäftsräume hinzu, da die oberen Stockwerke nicht mehr zu Wohnzwecken vermietet wurden. Brauchte man diese neuen Arbeitsräume nicht selbst, wie es später geschah, so war es doch einträglicher diese für Gewerbezwecke anstatt für Wohnungen zu vermieten. Mit dem Entwurf wurde der renommierte Architekturprofessor August Friedrich Viehweger betraut. Die weitgehend als Glasflächen aufgelösten Wände, die nur die stützenden Pfeiler übrig ließen, charakterisierten das Gebäude als Geschäftshaus. Ähnlich wie es bei einigen Warenhausbauten der Zeit zu Anklängen an die gotische Kathedralbaukunst kam, wählte Viehweger die traditionelle Sakralarchitektur als würdevollen Rahmen für die Inszenierung seines Baus, der im Volksmund „Pelzkirche“ genannt wurde. In der Kathedralgotik wie beim Geschäftshausbau mit seinen möglichst großen Schaufenstern im Erdgeschoss, wurden die Wände zu Gunsten möglichst großer Fenster weitgehend auf ihre Stützen reduziert. Die sakrale Fassade, das Dekor und die Säulenbündel im Innern sowie die lichtdurchfluteten Höfe und Treppen befriedigten im Ensemble das gestiegene Repräsentationsbedürfnis der Zeit.
Der eigentliche Hausname von Brühl 22 war „Gute Quelle“. 1867 zog eine Restauration, die „Gute Quelle“ hieß, in die Kellergewölbe des Vorderhauses, welche durch Lichtschächte zur Straße und Glaselemente in der Erdgeschossdecke der Rotunde erhellt wurden. Weitere Umbaumaßnahmen setzten sich 1869 in der rückwärtigen Halle fort: In den unteren beiden Etagen wurde ein Singspieltheater mit Bühne, Parkett und Rang eingerichtet. Ein doppelschaliges Glasdach im Lichthof zwischen der ersten und zweiten Etage trennte fortan die Pelzniederlage vom gut gehenden Vergnügungsbetrieb. In der Halle führte 1878 die Fa. Joseph Finkelstein & Co. als Mieter eine der ersten Leipziger Rauchwarenauktionen mit russischer Ware durch. Den Auktionen war jedoch wenig Erfolg beschieden und so wurden sie einige Jahre später wieder aufgegeben.  Im Jahr 1921 hieß das Restaurant mit einer neugestalteten Diele unter dem Betreiber Mielke „Blaue Maus“. In den 1920er und 1930er Jahren, unter Max Schütze als „Zum Platz’l“ fortgeführt, betrieb man im Kellergeschoss sogar Kegelbahnen. Bis zur Zerstörung im Zweiten Weltkrieg wurden die Baulichkeiten weiterhin als Rauchwarengeschäftshaus und Gaststättenbetrieb genutzt.
– Nach JENS SCHUBERT: „Die Pelzgewerbehäuser in der Leipziger Innenstadt“

Architektenpläne für die Rauchwarenniederlage Heinrich Lomer
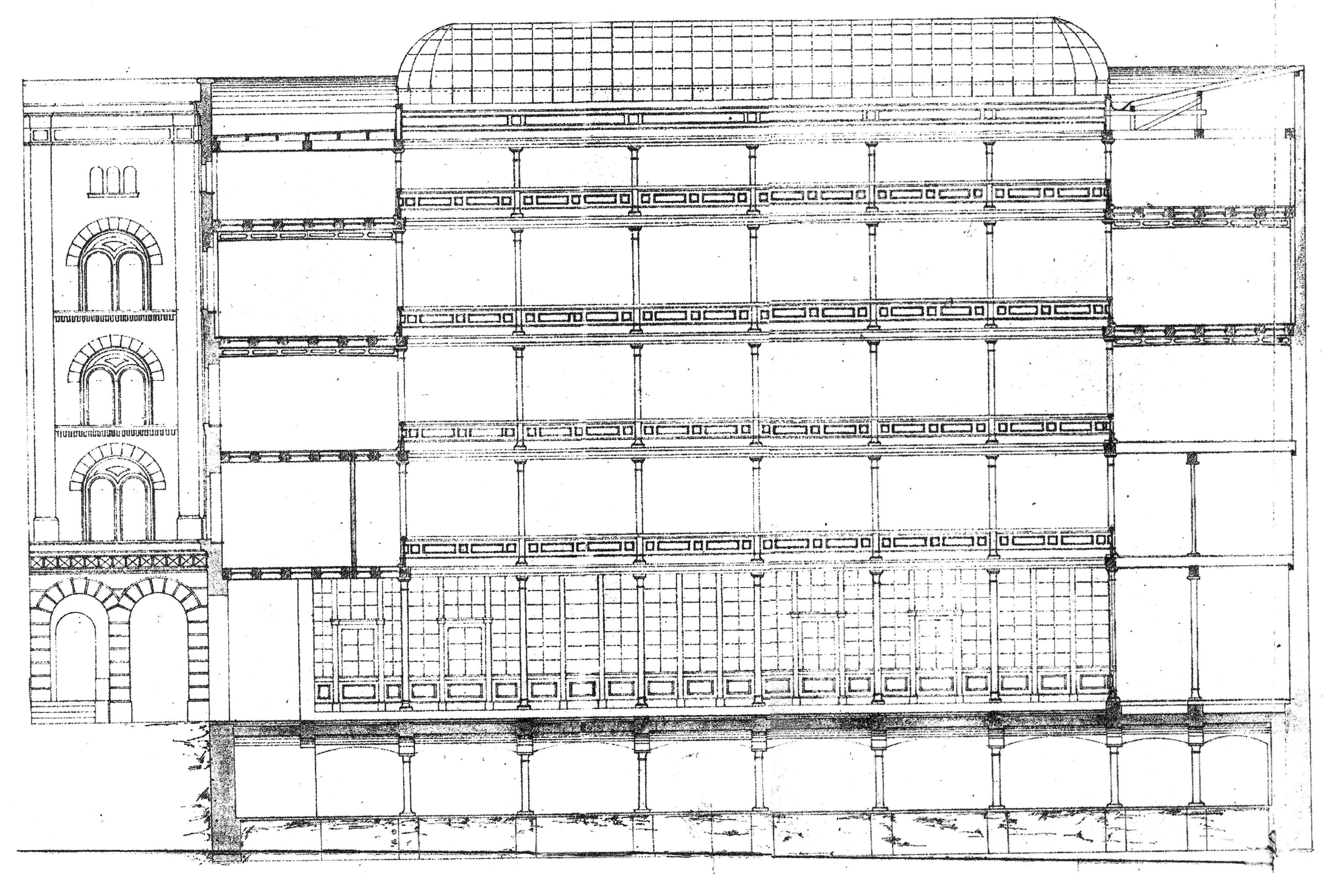
Längsschnitt durch das 1857 erbaute Warenlager. „Eine Eisen-Glas-Konstruktion ermöglichte die Anlage eines Lichthofes in Mitten des Gebäudes.“
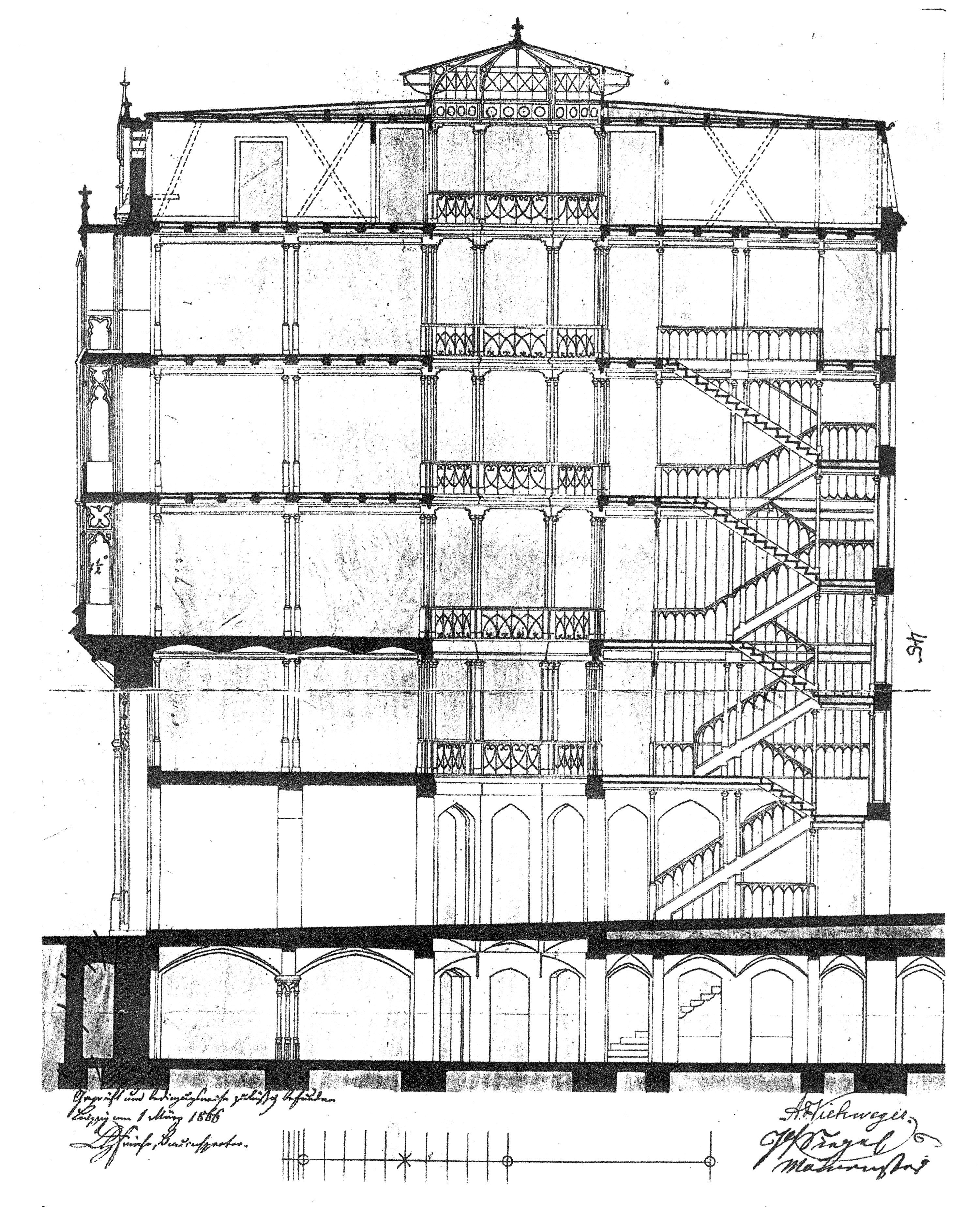
Schnitt durch das Erdgeschoss des Vorderhauses. „Vom Eingang gelangte man in eine glasgedeckte Lichtrotunde zu der sich alle Obergeschosse öffneten. Die Kellergewölbe wurden als Gaststätte genutzt.“
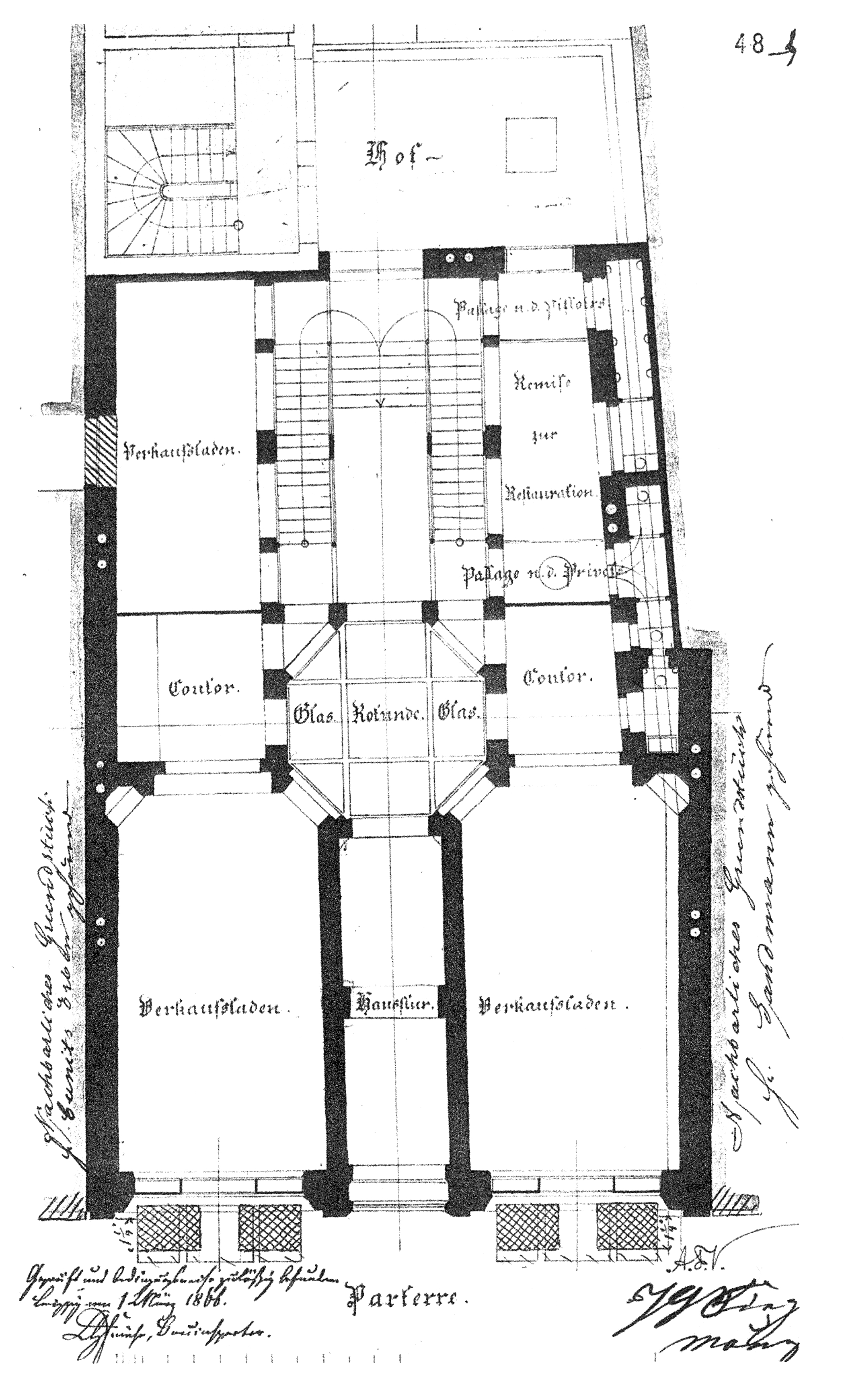
Grundriss durch das Erdgeschoss des Vorderhauses. „Vom Eingang gelangte man in eine glasgedeckte Lichtrotunde zu der sich alle Obergeschosse öffneten. Die Kellergewölbe wurden als Gaststätte genutzt.“
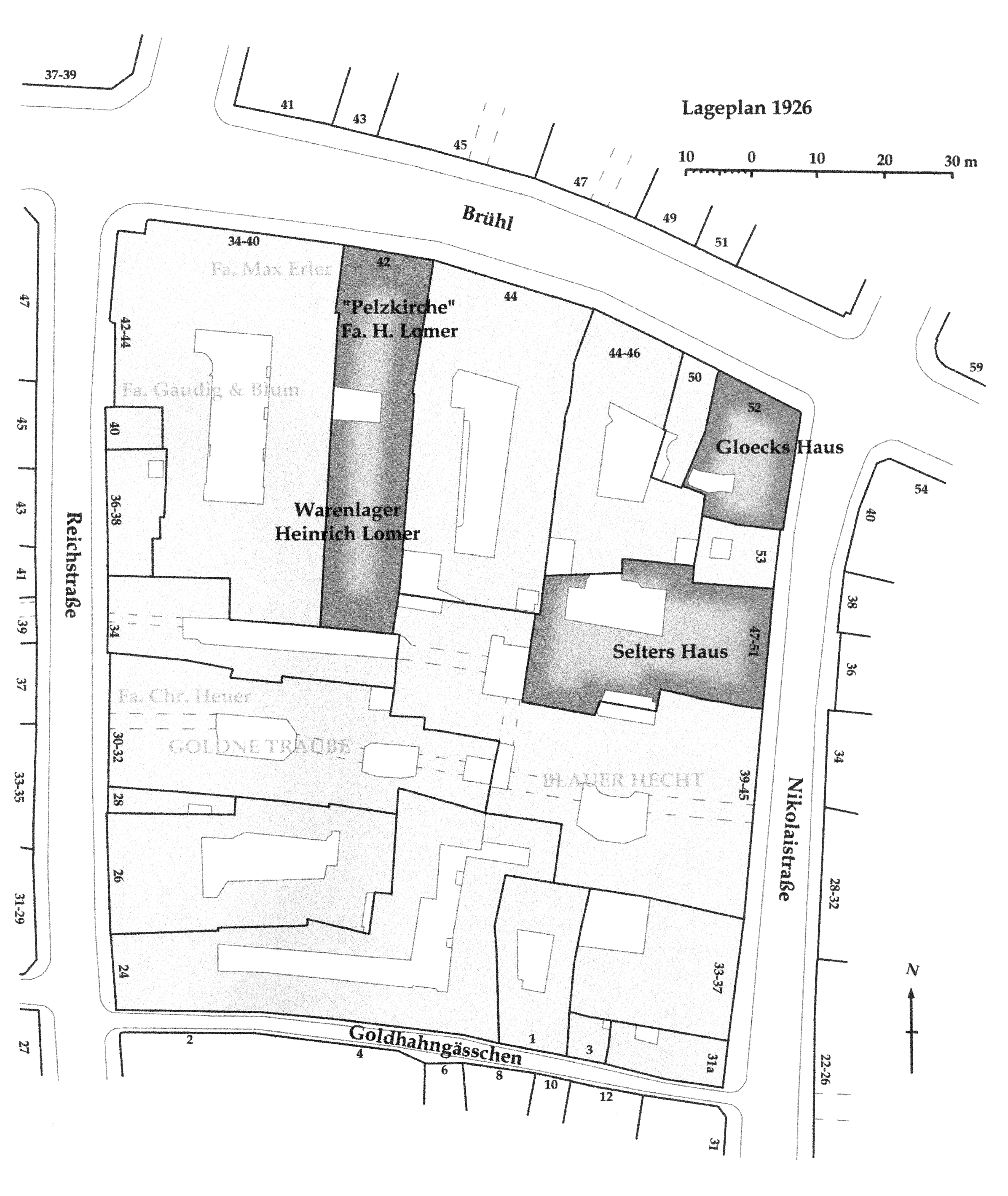
Das Warenlager der Fa. Lomer (1857/1866) sowie die Pelzkontorhäuser Gloecks Haus (1910). „Lageplan 1926.“

## Werke

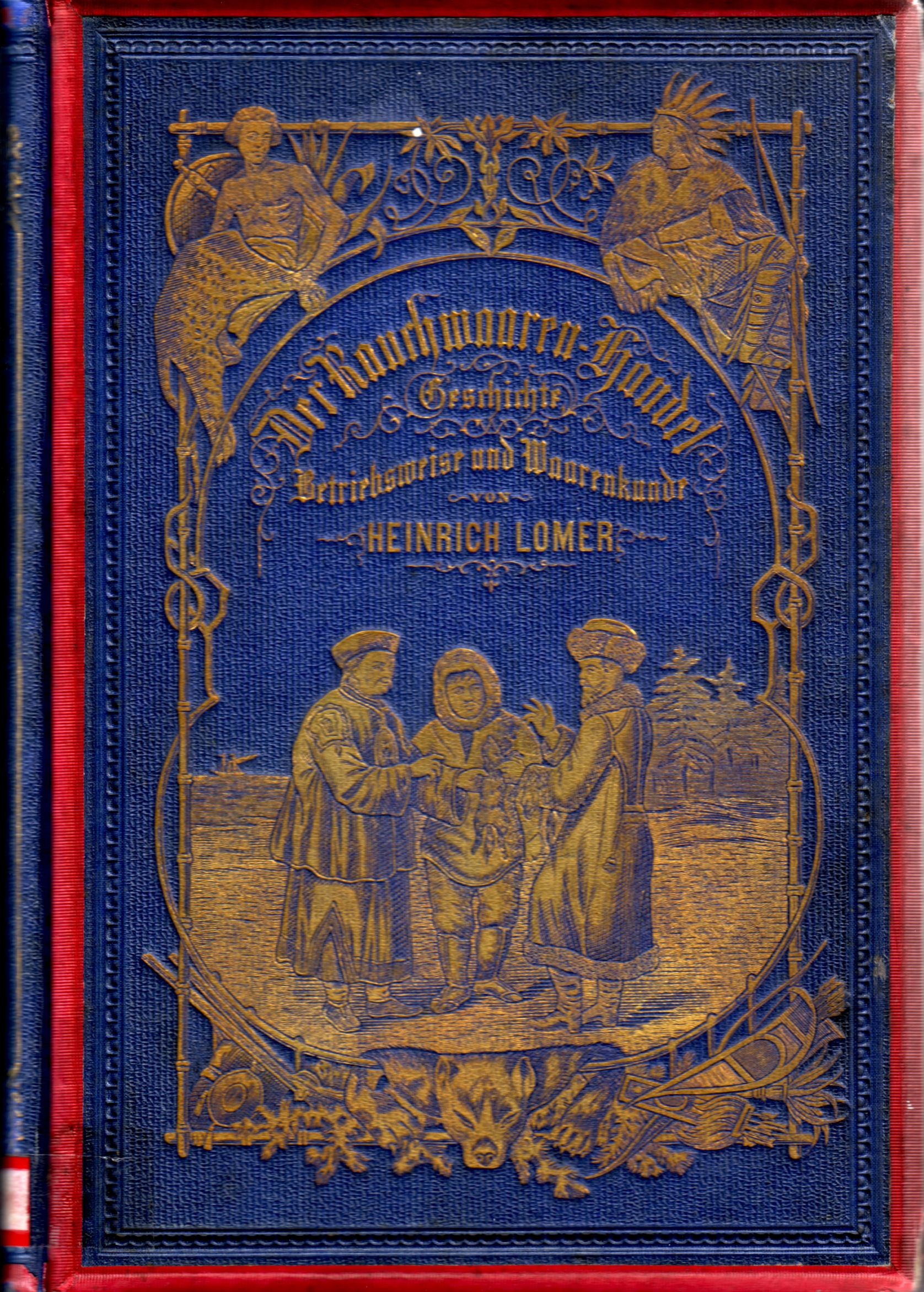
„Der Rauchwaarenhandel“ von Heinrich Lomer (Buchdeckel)

- commons:Category:Der Rauchwaaren-Handel. Geschichte, Betriebsweise und Waarenkunde. Leipzig 1864